# Fermina Enríquez

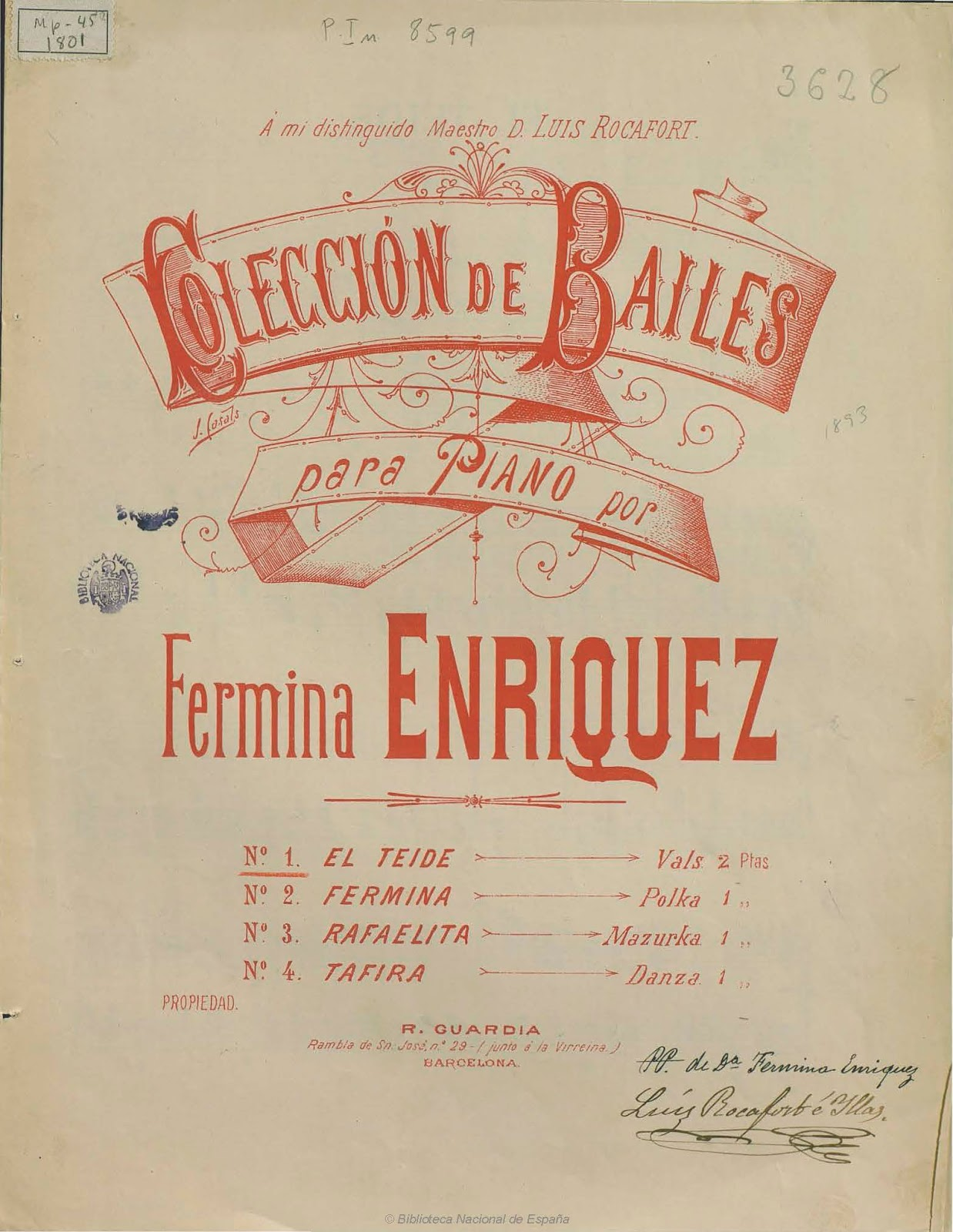
Portada de la Colección de Bailes para piano de Fermina Enríquez.

Fermina Enríquez (Tafira, Gran Canaria, 1870-Gran Canaria, 5 de octubre de 1949) fue una pianista y compositora canaria.

## Biografía
Fermina Enríquez fue hija de comerciantes acomodados. La educación pianística que recibió vino del Colegio de la Purísima Concepción. Más tarde tuvo como maestro a Luis Rocafort, el cual era organista de la Catedral de Gran Canaria y por último siguió con su aprendizaje en el Real Conservatorio de Música de Madrid.
El legado de Fermina se completa con revistas e impresos musicales publicados en España entre finales del siglo XIX y principios del siglo XX.

## Obras
Su primera obra para piano publicada en la revista La Ilustración Hispano Americana fue un vals para piano titulado El Teide creado en 1893, la cual está dedicada a su maestro Luis Rocafort. Este periódico quincenal lo dirigía Felipe Pedrell en Barcelona.  
Otras obras que encontramos en una misma colección, su segunda, son Tafira dedicada también a su maestro Luis Rocafort, Fermina y Rafaelito. 
Por último encontramos una tercera obra bajo el título El Beso, publicada por una editorial madrileña. De esta obra sabemos que se trata de una obra que dedicó a Camille Saint-Saëns y que años más tarde el compositor le correspondió con su estudio virtuosístico Las campanas de Las Palmas. Saint-Saëns conoce a la canaria Fermina, ya que esta celebraba veladas en su casa donde acudían compositores entre los que se encontraba él.